# Toulx-Sainte-Croix
Toulx-Sainte-Croix är en kommun i departementet Creuse i regionen Nouvelle-Aquitaine i de centrala delarna av Frankrike. Kommunen ligger i kantonen Boussac som tillhör arrondissementet Guéret. År 2022 hade Toulx-Sainte-Croix 252 invånare.

## Befolkningsutveckling
Antalet invånare i kommunen Toulx-Sainte-Croix
Referens:INSEE